# Zavatilla gutrunae
Zavatilla gutrunae (лат.) — вид ос-немок рода Zavatilla из подсемейства Mutillinae.

## Распространение
Встречаются в Восточной Азии: Тайвань.

## Описание
Мелкие пушистые рыжевато-коричневые осы-немки (бескрылые самки около 10 мм, крылатые самцы до 15 мм), голова и брюшко в основном чёрные. Самцы отличаются от близких видов коричневыми тегулами и узкой перевязью бело-золотистых волосков на 2 тергите чёрного брюшка. Самки отличаются от близких видов чёрными скапусом, ногами и первым флагелломером. Самцы с симметричными вальвами пениса, скапус усика с одним вентральным килем, вольселла с паракусписом, флагелломеры короткие (флагелломер 1 имеет длину 1.0-1.2 × ширины), 2-й метасомальный стернит с короткой латеральной войлочной линией. Самки с проподеумом не шире, чем пронотум, поперечный изогнутый киль наличника с двумя сублатеральными выступами, которые могут быть мельче или крупнее, чем базальный медианный выступ клипеуса; скутеллярная чешуйка широкая (0.64-0.72 × расстояния между скуттелярной чешуйкой и внутренним краем заднего дыхальца); пигидиальная пластинка широкая (0.6-0.7 × общей ширины 6-го метасомального тергита), латерально окаймлённая, тонко гранулированная или продольно бороздчатая в базальной части и в основном блестящая в апикальной части. У самцов 13-члениковые усики, у самок — 12-члениковые. Тело в густых волосках. Самка осы пробирается в чужое гнездо и откладывает яйца на личинок хозяина, которыми кормятся их собственные личинки.

## Классификация
Вид был впервые описан в 1913 году итальянским зоологом Эдоардо Дзаваттари (Edoardo Zavattari, 1883—1972) под первоначальным названием Mutilla gutrunae  Zavattari, 1913. Относится к трибе Trogaspidiini. В 1993 году японский гименоптеролог Кадзухико Цунеки (Kazuhiko Tsuneki, Осакский университет, Япония) включил этот вид в состав подрода Zavatilla в составе рода Smicromyrme Thomson, 1870. В 1996 года таксон получил современное именование.